# تپه برزل‌آباد
تپه برزل آباد مربوط به هزاره اول قبل از میلاد است و در شیروان، ۱۶ کیلومتری شرق شهر واقع شده و این اثر در تاریخ ۲۳ فروردین ۱۳۴۶ با شمارهٔ ثبت ۶۹۹ به‌عنوان یکی از آثار ملی ایران به ثبت رسیده‌است.